# Film Now
A Film Now (korábban DIGI Film) a DIGI prémium filmcsatornája volt. Közvetlen konkurenciái az HBO vagy a FilmBox csatornák voltak. Megszakítás nélkül sugárzott régi és új filmeket egyaránt.
A csatorna hangja mindvégig Papucsek Vilmos volt, a korhatárokat Kocsis Mariann mondta be.

## Története

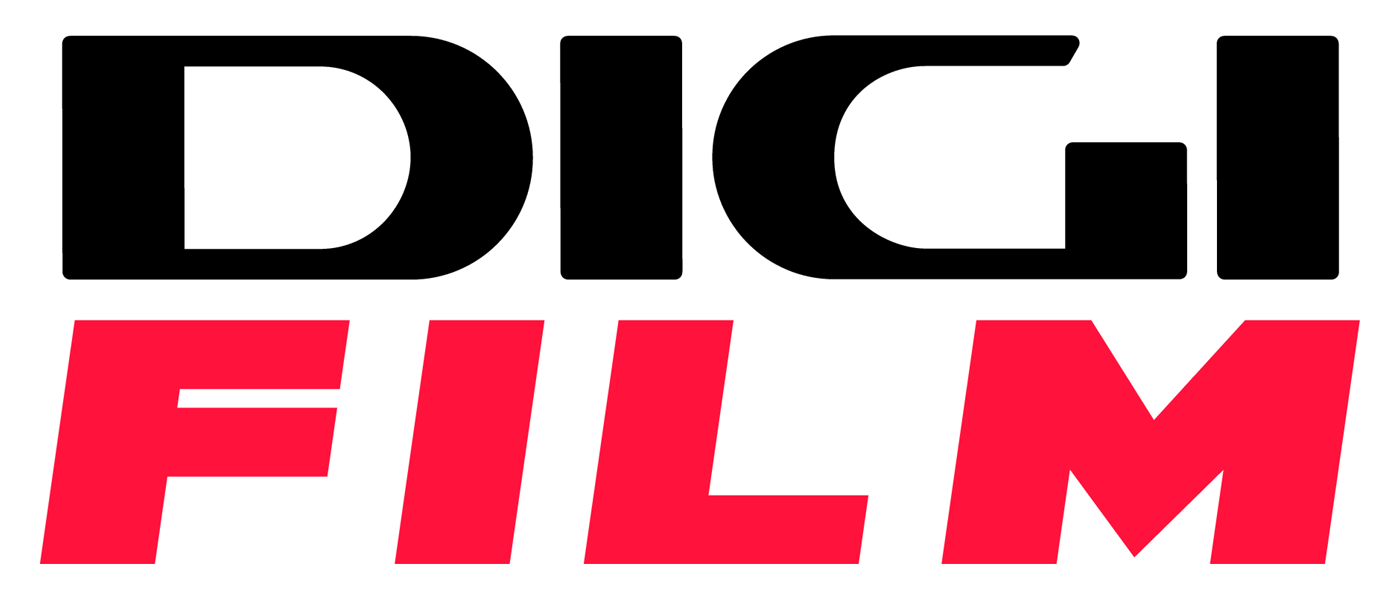
A csatorna logója Digi Film-ként.

A DIGI Film 2012. október 31-én indult, 2013. február 28-ig ingyenesen nézhető volt a DIGI előfizetőknek.
A csatorna 2018. június 27-én nevet váltott, az új neve Film Now lett. Arculata nem változott, csak a logó cserélődött ki. Az arculatot a Cypher tervezte
Megszűnését 2022. június 27-én jelentették be, veszteséges működésre hivatkozva hozták meg döntésüket a többi testvércsatornájával együtt.
A csatorna 2022. szeptember 1-én 00:30-kor az Éli könyve című film után szűnt meg a DIGI ismeretterjesztő- és zenecsatornáival együtt. A megszűnése után a csatorna helyén egy monoszkóp volt látható pár percig, majd felváltotta a FilmBox Extra HD.

## Vétel
Kizárólag a DIGI, az Invitel a PR-Telecom és a Vidanet előfizetőinek saját csomagban havi 300 Ft-ért (utóbbi szolgáltatónál 700 Ft-ért) volt elérhető. A DIGI-vel konkurens országos szolgáltatóknál (Vodafone, Direct One, Telekom) természetesen nem volt elérhető.

## Érdekesség
2014-ben pletykaként terjedt, hogy kiveszik a DIGI kínálatából az HBO csatornákat és helyette alacsony áron a DIGI Filmet kínálják prémium filmcsatornaként, de decemberben sikerült megállapodni az HBO-val.

## Műsorstruktúra
A csatorna főként a Sony Pictures, a Universal Pictures és a Warner Bros. filmjeit vetítette, de műsorra kerültek a Paramount Pictures és a Walt Disney Pictures filmjei is. Újraszinkronizálásai a Masterfilm Digitalnál készültek.